# NGC 5784
NGC 5784 (другие обозначения — UGC 9592, MCG 7-31-6, ZWG 221.9, IRAS14524+4245, PGC 53265) — линзообразная галактика (S0) в созвездии Волопас.
Этот объект входит в число перечисленных в оригинальной редакции «Нового общего каталога».